# Vallfogona de Ripollès
Vallfogona de Ripollès (em catalão e oficialmente), Vallfogona de Ripollés (em castelhano), ou simplesmente Vallfogona, no passado também chamado San Julián de Vallfogona (em catalão: Sant Julià de Vallfogona) é um município da Espanha na comarca de Ripollès, província de Girona, comunidade autónoma da Catalunha. Tem 5,4 km² de área e em 2021 tinha 213 habitantes (densidade: 39,4 hab./km²).

## Demografia
| Variação demográfica do município entre 1991 e 2004[carece de fontes?] | Variação demográfica do município entre 1991 e 2004[carece de fontes?] | Variação demográfica do município entre 1991 e 2004[carece de fontes?] | Variação demográfica do município entre 1991 e 2004[carece de fontes?] |
| ---------------------------------------------------------------------- | ---------------------------------------------------------------------- | ---------------------------------------------------------------------- | ---------------------------------------------------------------------- |
| 1991                                                                   | 1996                                                                   | 2001                                                                   | 2004                                                                   |
| 252                                                                    | 230                                                                    | 209                                                                    | 224                                                                    |